# Iō Kuroda

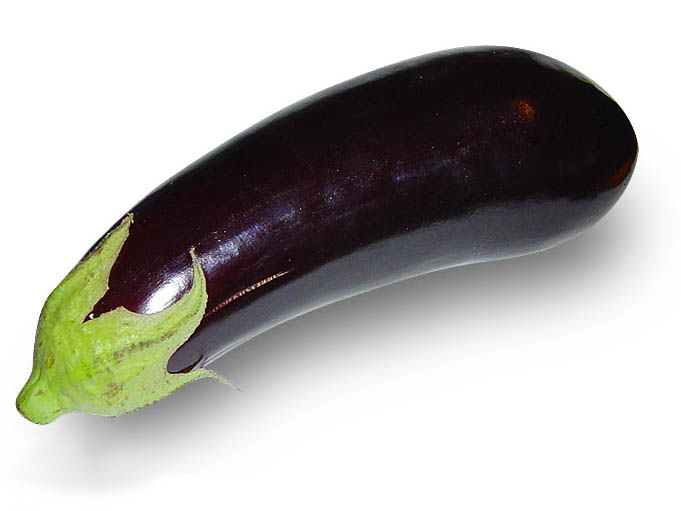
Aubergine är genomgående tema för historierna i Kurodas novellsvit Nasu.

Iō Kuroda (japanska: 黒田硫黄 Kuroda Iō?), ibland skrivet Iou Kuroda,, född 5 januari 1971 i Sapporo, är en japansk serieskapare.

## Biografi
Kuroda föddes i Sapporo som en av ett tvillingpar. Han flyttade många gånger under sin uppväxt och tog så småningom examen på Hitotsubashi-universitetet.
Kuroda Iō (enligt japansk namnordning) är en kombination av hans familjenamn (Kuroda) och namnslutet på en leksaksrobot – Kasei Daiō ('Mars-kungen').
Iō Kurodas verk är kända för sina dynamiska intrigelement och annorlunda manusidéer. Själv förklarar han att serierna ofta baseras på idéer från hans egen drömvärld. Hans Nasu närmast en antologi löst sammanfogade serienoveller omkring liv, vardagsbedrifter och relationer med aubergine som gemensamt tema. Kurodas löst men känsligt ritade teckningar särskiljer hans serier från mycken annan manga.
2002 vann Kuroda Excellence Prize vid 2002 års Japan Media Arts Festival, för sin manga Sexy Voice and Robo. 2007 blev mangan föremål för en TV-dramatisering, som gick från april till juni på kanalen NTV.
2003 uppmärksammade Kurodas Nasu av animatören och filmregissörens Kitarō Kōsaka. Han hade fått tipset om serien av Kōsakas kollega och tidigare långvariga uppdragsgivare, cykelfantasten Hayao Miyazaki. Kōsaka kom att använda ett av kapitlen i mangan som manus till sin kommande film Nasu: Andalucia no natsu, som senare blev den första anime-film att bli utvald till Filmfestivalen i Cannes. Även uppföljaren Nasu: Suitcase no wataridori (med handlingen förlagd till en upplaga av Japan Cup) var baserad på gestalterna i Kurodas manga.